# الكسندر دون
الكسندر دون (بالإنجليزية: Alexander Don)‏ هو مبشر نيوزيلندي، ولد في 22 يناير 1857، وتوفي في 2 نوفمبر 1934.